# Arantxa King
Arantxa King (ur. 27 listopada 1989 w Paget) – bermudzka lekkoatletka specjalizująca się w skoku w dal, uczestniczka igrzysk olimpijskich, rekordzistka kraju.
W 2005 sięgnęła po złoty medal mistrzostw świata juniorów młodszych w Marrakeszu oraz stanęła na najwyższym stopniu podium panamerykańskiego czempionatu juniorów w Windsor. Rok później zajęła 10. miejsce na mistrzostwach świata juniorów w Pekinie. Ósma zawodniczka igrzysk panamerykańskich (2007). Rok później została sklasyfikowana na 5. miejscu podczas mistrzostw świata juniorów w Bydgoszczy oraz odpadła w eliminacjach igrzysk olimpijskich w Pekinie. Szósta zawodniczka kontynentalnych igrzysk z 2010. Rok później sięgnęła po srebro mistrzostw Ameryki Środkowej i Karaibów. Na eliminacjach zakończyła swój start podczas igrzysk olimpijskich w Londynie (2012). Rok później zdobyła swój drugi srebrny medal czempionatu Ameryki Środkowej i Karaibów. Bez powodzenia startowała na mistrzostwach świata w Moskwie (2013). Medalistka CARIFTA Games.
Rekordy życiowe: stadion – 6,50 (31 marca 2012, Austin); hala – 6,42 (29 lutego 2008, Seattle) rekord Bermudów. Do zawodniczki należy także halowy rekord Bermudów w trójskoku (12,90 w 2009).

## Osiągnięcia
| Rok  | Impreza                                  | Miejsce        | Lokata            | Wynik (m) |
| ---- | ---------------------------------------- | -------------- | ----------------- | --------- |
| 2005 | Mistrzostwa świata juniorów młodszych    | Marrakesz      | 1. miejsce        | 6,39      |
| 2005 | Mistrzostwa panamerykańskie juniorów     | Windsor        | 1. miejsce        | 6,21      |
| 2006 | Igrzyska Wspólnoty Narodów               | Melbourne      | el. – 13. miejsce | 5,98      |
| 2006 | Mistrzostwa świata juniorów              | Pekin          | 10. miejsce       | 5,57      |
| 2007 | Mistrzostwa panamerykańskie juniorów     | São Paulo      | 3. miejsce        | 6,10      |
| 2007 | Igrzyska panamerykańskie                 | Rio de Janeiro | 8. miejsce        | 6,18      |
| 2008 | Mistrzostwa świata juniorów              | Bydgoszcz      | 5. miejsce        | 6,31      |
| 2008 | Igrzyska olimpijskie                     | Pekin          | el. – 36. miejsce | 6,01      |
| 2010 | Igrzyska Ameryki Środkowej i Karaibów    | Mayagüez       | 6. miejsce        | 6,06      |
| 2011 | Mistrzostwa Ameryki Środkowej i Karaibów | Mayagüez       | 2. miejsce        | 6,47      |
| 2012 | Igrzyska olimpijskie                     | Londyn         | el. – 12. miejsce | 6,40      |
| 2013 | Mistrzostwa Ameryki Środkowej i Karaibów | Morelia        | 2. miejsce        | 6,45      |
| 2013 | Mistrzostwa świata                       | Moskwa         | el. – 23. miejsce | 6,36      |
| 2014 | Igrzyska Wspólnoty Narodów               | Glasgow        | el. – 21. miejsce | 6,02      |